# Czarna Woda (Ostsee)
Die Czarna Woda [ˈt͡ʂarna ˈvɔda] (deutsch Czernau) ist ein etwa 25 Kilometer langer Küstenfluss in der polnischen Woiwodschaft Pommern, der östlich des Dorfs Karwia (Karwen) in die Ostsee mündet.

## Verlauf

Mündung in die Ostsee

Das gesamte Flussbett der Czarna Woda vom Quellgebiet bis hin zur Einmündung in die Ostsee befindet sich im ehemaligen Westpreußen.
Die Czarna Woda entspringt südwestlich des Dorfs Świecino (Schwetzin) im Wald bei Starzyno (Starsiner Forstrevier), etwa 20 Kilometer westnordwestlich von Puck (Putzig). Sie fließt zunächst nach Norden durch ein großes Bruch und wendet sich dann in der engen Talmulde zwischen der Ostrauer Kämpe und der Schwarzauer Kämpe nordwärts, dann zwischen der Ostrauer Kämpe und der Dünenkette am Ostseestrand westwärts und fließt in Richtung des Dorfs Ostrowo (Ostrau) und von dort nach Norden in die Ostsee.
Das Einzugsgebiet der Czarna Woda ist etwa 85 Quadratkilometer groß, ihre Durchflussmenge an der Mündung beträgt etwa 0,6 m³ Wasser pro Sekunde.